# Albizia tomentella
Albizia tomentella är en ärtväxtart som beskrevs av Friedrich Anton Wilhelm Miquel. Albizia tomentella ingår i släktet Albizia och familjen ärtväxter.

## Underarter
Arten delas in i följande underarter:
- A. t. rotundata
- A. t. tomentella